# سیارک ۱۷۱۹۲
سیارک ۱۷۱۹۲ (به انگلیسی: 17192 Loharu، نامگذاری:1999XL172) هفده هزار و صد و نود و دومین سیارک کشف شده‌است که در ۱۰ دسامبر ۱۹۹۹ کشف شد.
قدر مطلق سیارک برابر ۱۴٫۷ است.